# Poupançudos
Poupançudos da Caixa é uma série de brinquedos promocionais distribuídos pela instituição financeira Caixa Econômica Federal voltada para o público infantil desde 2009. Ela se baseava principalmente numa série de bonecos plásticos que ao mesmo tempo serviam como cofrinho. Os personagens ainda ganharam várias edições especiais na copa do mundo de 2010 e um ano depois em 2011 com a série Poupançudos do Rock e em 2014 Poupançudos Bons de bola. Eles também servem como mascotes não oficiais da Caixa.

## Personagens
- Badu - Foi o primeiro líder da turma meio cientista, metido a inteligente, ele é bom de papo e gosta de argumentar. Com tudo isso, se deu bem e virou líder dos Poupançudos.
- Balum - É o líder dos poupançudos grandão, ele é meio sem ginga e tem um vozeirão grosso. É o mais tranquilo, sensato e pé-no-chão da turma.
- Barrico - Agitado, curioso, ele não pára nunca, está sempre ligado. Só é um pouco indeciso. Não é fácil ter um único ponto de vista quando se tem sete olhos.
- Neo - É muito esperto, ágil, bom dançarino e brinca muito. Só fica mal-humorado quando o confundem com um dinossauro. Queria ser o líder e por isso repete tudo o que o Badu fala.
- Ico - Ele é bondoso, delicado, romântico e até um pouco inocente. Seus olhos estão sempre girando 360º a procura de alguém para ajudar.
- Babu - É o melhor amigo de Balum mais apressadinho. Fala tudo rápido e se empolga tanto que até engole umas letras das palavras. É por isso que ele é gordinho.
- Zoio - O mais maluquinho e sem noção. Faz piada com qualquer coisa e nem sempre na melhor hora. Vive rindo - até mesmo sem motivo.
- Jijo - Ele é o irmão mais novo de Néo Desengonçado, trapalhão, desligado, demora para entender as coisas e é sempre o último a rir das piadas. Pra disfarçar, ele já começa a rir antes que alguém conte uma.

Frequentemente os poupançudos são referidos apenas pelas suas cores:
- Badu - (verde).
- Balum - (vermelho).
- Barrico - (roxo).
- Neo - (azul e amarelo).
- Ico - (rosa).
- Babu - (verde e amarelo).
- Zoio - (azul).
- Jijo - (laranja).

## Edições especiais
Ao longo dos anos várias edições especiais dos Poupançudos foram lançadas tais como a da Copa (2010), o do Rock (2011-12) e a atual dos times de futebol (2014).